# Márványos goda
A márványos goda (Limosa fedoa) a madarak (Aves) osztályának a lilealakúak (Charadriiformes) rendjébe, ezen belül a szalonkafélék (Scolopacidae) családjába tartozó faj.

## Elterjedése
Kanada és az Amerikai Egyesült Államok területén fészkel, telelni délre vonul, Mexikón keresztül Dél-Amerikába.

## Alfajai
- Limosa fedoa beringiae
- Limosa fedoa fedoa

## Megjelenése
Átlagos testhossza 45 centiméter, szárnyfesztávolsága 75 centiméter, testtömege pedig 370 gramm.

## Életmódja
A sekély vízben gerinctelen állatokkal és rovarokkal  táplálkozik. 
|  |  |